# Výsadková loď typu 073A
Výsadková loď typu 073A (v kódu NATO třída Yunshu) je třída tankových výsadkových lodí Námořnictva Čínské lidové osvobozenecké armády. Jedná se o nástupce výsadkové lodi typu 073III. Celkem bylo postaveno 11 jednotek této třídy. Ve službě jsou od roku 2004. Jediným zahraničním uživatelem třídy jsou Mauritánie s Nimlane (L981) uvedenou do provozu v roce 2019.

## Stavba
Jedná se o vylepšenou verzi výsadkových lodí typu 073III. Celkem bylo loděnicí Zhonghua v Šanghaji postaveno deset jednotek této třídy a exportní variantu Nimlane (L981) třídy postavila loděnice Wuchang ve Wu-chanu.
Jednotky typu 073A:
| Jméno           | Uživatel   | Spuštěna         | Vstup do služby   | Osud    |
| --------------- | ---------- | ---------------- | ----------------- | ------- |
| Šeng-šan (941)  | Čína       | prosinec 2003    | 2004              | aktivní |
| Lu-šan (942)    | Čína       | 2004             | 2004              | aktivní |
| Meng-šan (943)  | Čína       | 2004             | 2004              | aktivní |
| Jü-šan (944)    | Čína       | 2004             | 2004              | aktivní |
| Chua-šan (945)  | Čína       | 1. července 2003 | 2004              | aktivní |
| Sung-šan (946)  | Čína       | 1. června 2003   | 2004              | aktivní |
| Lu-šan (947)    | Čína       | 1. srpna 2003    | 2004              | aktivní |
| Süe-šan (948)   | Čína       | 1. září 2003     | 2004              | aktivní |
| Cheng-šan (949) | Čína       | 1. října 2003    | 2004              | aktivní |
| Tchaj-šan (950) | Čína       | březen 2004      | 2004              | aktivní |
| Nimlane (L981)  | Mauritánie | 22. října 2018   | 11. července 2019 | aktivní |

## Konstrukce

### Typ 073A
Výsadková loď může převážet 180 vojáků, 6 středních tanků či 9 bojových vozidel pěchoty, nebo 12 nákladních vozidel – celkem 250 tun nákladu. Vozidla plavidlo opouštějí pomocí příďové rampy nebo přímo z palubního doku. Plavidla jsou vyzbrojena jedním 37mm dvojkanónem typu 76F. V případě potřeby je může také volitelně vyzbrojit dvěma čtyřicetihlavňovými 122mm raketomety typu 81H pro palebnou podporu výsadku. Plavidla jsou vybavena jedním rychlým člunem na plošině po komínem. Pohonný systém tvoří dva diesely SEMT-Pielstick 6PA6 L280, každý o výkonu 4 750 hp, pohánějící dva lodní šrouby. Nejvyšší rychlost dosahuje 17 uzlů. Dosah je 1 500 námořních mil při rychlosti 14 uzlů. Vytrvalost je 15 dní.

### Nimlane (L981)
Plavidlo je vybaveno jedním 37mm kanónem ovládaným člověkem v dělová věž na přídi a dvěma jednohlavňovými 30mm kanóny v dálkově ovládaných zbraňových stanicích H/PJ-17 na plošině před můstkem. Vozidla mohou na palubu vjíždět pomocí ramp na přídi a na zádi. Doplňkový výsadkový prostředkem je jedno vyloďovací člun. Plavidlo na zádi nese přistávací palubu pro vrtulník, nejsou však vybaveny hangárem.